# TV Schwetzingen 1864
Der Turnverein Schwetzingen 1864 e.V. (TV 1864) ist der größte Verein in der kurpfälzischen Stadt Schwetzingen. Sportlich erfolgreichste Abteilung sind die Handballer, die seit 1997 als HG Oftersheim/Schwetzingen (HGO) eine Spielgemeinschaft mit dem TSV Oftersheim aus der Nachbargemeinde Oftersheim bilden.

## Allgemeines
Der Verein ist ein Mehrspartenverein, der verschiedene Sportarten in mehreren Abteilungen anbietet. Der TV 64 hat rund 2000 Mitglieder, was ihn zum mitgliederstärksten Verein in Schwetzingen macht. Zudem zählt er mit dem Gründungsjahr 1864 zu den ältesten Vereinen in Schwetzingen. 
Der Fokus des TV 64 liegt auf dem Breitensport; die Basketballabteilung und die Handballabteilung sind Aushängeschilder des sportlichen Erfolgs. Andere Abteilungen leisten einen ebenso wichtigen Beitrag zur Gesellschaft, indem sie das "Wir"-Gefühl vermitteln und so ebenfalls aktiv am Vereinsleben beteiligt sind. Im Fitness- und Präventionsbereich, der der Abteilung Turnen zugeordnet ist, ist der Verein regional bekannt.

## Handball
Die sportliche erfolgreichste Sparte des Vereins ist die Handballabteilung: die Handballmänner gehörten zwei Jahre lang der 2. Handballbundesliga Süd an – in den Spielzeiten 1994/95 und 1995/96 –, in der Spielgemeinschaft HG Oftersheim/Schwetzingen (HGO) folgten ab der Spielzeit 2004/05 weitere fünf Jahre im Bundesliga-Unterhaus zwischen 2004 und 2009.
In der Spielgemeinschaft HGO wird Handball in drei aktiven Männermannschaften in allen Leistungsbereichen betrieben. Überregional bekannt ist die erfolgreiche Jugendarbeit mit Teilnahme an der Jugend-Bundesliga Handball 2011/11 und 2013/14.

## Abteilungen und Sportarten
Der TV 1864 hat bietet zahlreiche Sportarten an, die in Abteilungen organisiert sind:
- Turnen (Kinderturnen, Fitness, Präventionskurse, aktive Leistungsturngruppen, Seniorengruppen, )
- Handball
- Basketball (zwei aktive Damen- & zwei Herrenmannschaften, eine Damenmannschaft in der Oberliga)
- Tischtennis
- Tennis (für Freizeitsportler, nur interne Turniere)
- Wandern
- Volleyball
- Leichtathletik
- Sportabzeichen (Abnahme des Deutschen Sportabzeichens in allen Disziplinen und Altersklassen)
- Fitnessstudio (Kooperation mit einem ortsansässigen Fitnessstudio)
- Outdoor-Schule
- Freizeitfußballgruppen

## Sportstätten
Die Turnhalle Friedrichstraße liegt zentral im Schwetzinger Stadtzentrum und ist in einem Flügel des Marstallgebäudes untergebracht. Hier sind vor allem die Turn- und die Tischtennisabteilung zu Hause. Der Gebäudeteil beherbergt ebenfalls die Geschäftsstelle des Vereins. Die Friedrichturnhalle wird bereits seit den 1920er Jahren vom Verein genutzt. Die Halle, früher Stallungen der kurpfälzischen und badischen Soldaten, ist Eigentum des Landes Baden-Württemberg.
Neben der Turnhalle Friedrichstraße in der Innenstadt hat der Verein weitere, vereinseigene Sportanlagen. Am südlichen Stadtrand von Schwetzingen, am Hardtwald, liegt der Sportplatz an der Sternallee mit dem TV-Clubhaus. Hier sind neben den Tennisplätzen der Tennisabteilung auch der Großplatz für die Leichtathleten und die Fußballfreizeitgruppen sowie ein Hartplatz für Handball- und Basketballspieler. Der Sportplatz grenzt direkt an die weitläufige Schwetzinger Hardt und ist Ausgangspunkt für Jogger und andere Outdoor-Freunde. Angrenzend befindet sich das TV-Clubhaus mit großer Terrasse.